# 利亞什基夫卡 (盧甘斯克州)
49°41′6″N 38°53′34″E / 49.68500°N 38.89278°E
利亞什基夫卡（烏克蘭語：Ляшківка）是位於烏克蘭東部的村莊，由盧甘斯克州斯瓦托韋區的比洛庫拉基內市鎮負責管轄。該村始建於十八世紀，面積0.47平方公里，海拔高度163米，2001年人口76，人口密度每平方公里162.1人。